# 骨塑型蛋白
骨塑型蛋白（bone morphogenetic protein, BMPs）又称骨形態發生蛋白，是一群由成骨细胞产生且具有促进骨形成作用的生长因子，属于TGF-β超家族成员。轉化生長因子-β（transforming growth factor beta，TGF-β）则是由多种组织分泌的一大类生长因子超家族。
骨塑型蛋白最初會如此命名，是因為其可以誘發異位性的骨頭生成，隨後發現其與細胞的增殖以及分化、細胞凋亡、形態發生時的細胞傳訊……等細胞發育有直接或間接的關係，其中對於眼睛的發育更是有重要的影響。由於其對於發育的重要影響性，故若骨塑型蛋白的來源基因發生突變，將會造成Axenfeld-Rieger syndrome （页面存档备份，存于）（一種眼睛相關的疾病）、眼壓提高、青光眼或前端體節畸形。

## 分類
骨塑型蛋白又可依照其胺基酸序列的相似度及同源性，繼續細分。最初共分為骨塑型蛋白1、骨塑型蛋白2、骨塑型蛋白3、骨塑型蛋白4、骨塑型蛋白5（生物皮膚生長因子）、骨塑型蛋白6、骨塑型蛋白7，共七種，隨後又有十三種骨塑型蛋白被發現，因此目前種類達到二十種。（注意骨塑型蛋白1，由於並不屬於TGF-β的一類）。
| BMP   | 已知的功能 | 基因位置                            |
| ----- | --- | ----------------------------------- |
| BMP1  | *骨塑型蛋白 1 並不屬於蛋白質轉化生長因子的一員，它是一種作用在膠原蛋白原 l、ll、和lll上的金屬蛋白酶。和軟骨的發育有關。                                | 8號染色體（人類）; 位置: 8p21       |
| BMP2  | 以雙硫鍵連結的同型二聚體(homodimer)在身體中作用。對於誘發軟骨及硬骨的生成、成骨細胞的分化扮演重要角色。 此外，目前亦認為其有可能是 類視色素 的調節者。 | 20號染色體（人類）; 位置: 20p12     |
| BMP3  | 誘發硬骨的生成。 | 14號染色體（人類）; 位置: 14p22     |
| BMP4  | 調節牙齒、四肢、以及由中胚層發育而來的硬骨的形成。此外，其對於骨折的修復、上表皮的形成、腹背軸的形成，以及卵巢中濾泡的發育亦扮演重要角色。             | 14號染色體（人類）; 位置: 14q22-q23 |
| BMP5  | 參與軟骨的發育 | 6號染色體（人類）; 位置: 6p12.1     |
| BMP6  | 對成人的關節完整性中扮演重要角色。此外，亦藉由調控肝抑鐵素，使身體中的鐵達到穩態（homeostasis）。                                                      | 6號染色體（人類）; 位置: 6p12.1     |
| BMP7  | 在成骨細胞的分化、腎的發育及修復中扮演重要角色。此外，其也誘發SMAD1的生成。                                                                            | 20號染色體（人類）; 位置: 20q13     |
| BMP8a | 和軟骨、硬骨的發育有關 | 1號染色體（人類）; 位置: 1p35–p32   |
| BMP8b | 在 海馬迴中表現。 | 1號染色體（人類）; 位置： 1p35–p32  |
| BMP10 | 可能對於胚胎的心肌細胞增厚（trabeculation）扮演重要角色。                                                                                              | 2號染色體（人類）; 位置: 2p14       |
| BMP15 | 在濾泡及卵子的形成中扮演重要角色。 | X染色體（人類）; 位置: Xp11.2       |